# Los viajes de Sullivan
Los viajes de Sullivan (título original: Sullivan's Travels) es una película de comedia estadounidense de 1941 escrita y dirigida por Preston Sturges. El American Film Institute la incluyó en puesto 39.º en la lista AFI's 100 años... 100 sonrisas, y en el 25.º en AFI's 100 años... 100 inspiraciones.
En 1990, la película fue considerada «cultural, histórica y estéticamente significativa» por la Biblioteca del Congreso de Estados Unidos y seleccionada para su preservación en el National Film Registry. La cinta ha servido de influencia a otras producciones como Barton Fink, The Hudsucker Proxy y O Brother, Where Art Thou? de los hermanos Coen, Living in Oblivion de Tom DiCillo y State and Main de David Mamet.

## Trama
John L. Sullivan es un director de cine de comedia. En lo más alto, quiere darle un giro a su carrera y hacer una película de carácter social sobre la pobreza. Para documentarse, se hace pasar por un mendigo. En su viaje conocerá a una aspirante a actriz y juntos vivirán varias aventuras.

## Reparto
- Joel McCrea - John L. Sullivan
- Veronica Lake - La chica
- Robert Warwick - Sr. Lebrand
- William Demarest - Sr. Jonas
- Franklin Pangborn - Sr. Casalsis
- Porter Hall - Sr. Hadrian
- Byron Foulger  - Sr. Johnny Valdelle
- Margaret Hayes - Secretaria
- Eric Blore - Ayudante de cámara de Sullivan